# Makumba

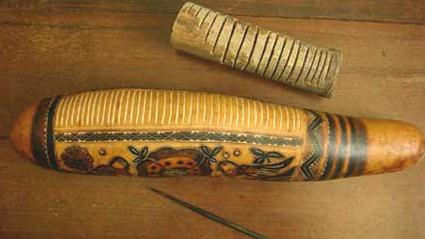
Makumba, instrument

Makumba – słowo pochodzenia afrykańskiego, związane z kulturą Bantu, kojarzone m.in. z imieniem jednego ze środkowoafrykańskich bóstw, względnie pojęciem magii lub po prostu z nazwą instrumentu muzycznego.
Od XIX w. słowo macumba pojawia się także w społecznościach afrobrazylijskich, głównie w Rio de Janeiro, początkowo jako ogólne określenie praktyk religijnych przedstawicieli ludów Bantu, przywożonych przemocą do Brazylii przez handlarzy niewolników; później (i obecnie) znaczenie nabrało bardziej pejoratywnego zabarwienia i zaczęło być używane na określenie obrzędów czarnej magii.
Są dwie odmiany makumby. Makumba biała – leczy, błogosławi itp. oraz makumba czarna, która zabija, sprowadza śmierć, ale również leczy.
Symbolem makumby jest zaciśnięta pięść z wystawionym kciukiem między palcem wskazującym i środkowym (w Polsce tak często pokazuje się figę).
Makumba jest to też wywar z konopi indyjskich, zawierający duże ilości środka psychoaktywnego THC.
Wywar ten jest sporządzany na bazie mleka o wysokiej zawartości tłuszczu. Jej wygląd zależny jest od rodzaju krzewów konopi, wykorzystywanych do jej produkcji.
Makumba jest substancją wywołującą bardzo silne doznania emocjonalne. przypominające działanie marihuany, lecz są one silniejsze i trwają przez dłuższy okres, od 8 do 24 godzin, w zależności od ilości THC zawartej w wywarze.